# Cincuenta años de felicidad
Cincuenta años de felicidad (Auprès de ma blonde) es una obra de teatro en cinco actos del dramaturgo francés Marcel Achard puesta en escena por Pierre Fresnay en 1946, con estreno el 7 de mayo en el Théâtre de la Michodière.

## Argumento
La historia de un matrimonio contada en sentido cronológicamente inverso. Cada uno de los cinco actos recrea un lapso de tiempo de diez años con respecto al anterior, comenzando en 1939 y finalizando en 1889.

## Estreno
Estrenada en el Théâtre de la Michodière de París el 7 de mayo de 1946, con interpretación de Pierre Fresnay (Toussaint Lesparre), Yvonne Printemps (Emilie Lesparre), Bernard Blier (Frédéric Lesparre), Gabriel Gobin, Claire Jordan, Denise Benoit y Marcelle Tassencourt y dirección de Fresnay.

## Broadway
La obra fue montada en el Shubert Theatre de Broadway en noviembre de 1949, con el título inglés I Know My Love, y dirigida por Alfred Lunt e interpretada por Lynn Fontanne, Alfred Lunt, Katharine Bard y Henry Barnard.

## La obra en España
Estrenada en España por la compañía de Catalina Bárcena en el Teatro de la Comedia de Madrid el 22 de diciembre de 1948. Contó con la traducción de Luis G. de Linares y la interpretación, además de la propia Bárcena, de Catalina Martínez Sierra, Manuel Collado, José Crespo, Ana de Leyva e Irene Gutiérrez Caba, entre otros. Fue además el primer contacto con el teatro del luego notable director escénico Gustavo Pérez Puig.
La obra se ha adaptado en dos ocasiones para Televisión española, ambas en el espacio Estudio 1 y ambas dirigidas por el propio Pérez Puig: 
- La primera se emitió el 11 de enero de 1966, y contó con la interpretación de Irene Gutiérrez Caba, Jesús Puente, Manuel Peiró, Pastor Serrador, Mercedes Prendes, Concha Goyanes, Nuria Carresi, Manuel Galiana, Marcela Yurfa, Ricardo Garrido, Ana María Vidal, Álvaro de Luna, Mer Casas, Carmen Luján, Valentín Tornos y, por orden alfabético de apellidos, María Victoria Clavero, José Luis Lespe y Pedro Pecci.[8]

- La segunda se emitió el 22 de diciembre de 1972, y fue interpretada por Amparo Baró, Ismael Merlo, Guillermo Marín, Carmen Lozano, Francisco Piquer, Amparo Pamplona, Pedro Osinaga, Tina Sáinz, Marisa Porcel, Yolanda Ríos, Manuel Galiana, Vicky Lagos, José Cerro, Jesus Enguita, Fernando Marín, Joaquín Pamplona, Carmen Fortuny (Carme Fortuny), Esther Gala, Felipe Simón y Marisa Porcel.[9]